# Combat naval en Grèce
Combat naval en Grèce er en fransk stumfilm fra 1897 af Georges Méliès.